# Joseph Neumann
Cet article possède un paronyme, voir Neumann.
Joseph Neumann, né le 5 août 1648 à Bruxelles alors Pays-Bas espagnols et décédé le 1er mai 1732 à Carichí en Nouvelle-Espagne dans l'État de (Chihuahua) au Mexique aujourd'hui, est un prêtre jésuite de langue germanique missionnaire en Nouvelle-Espagne. Plusieurs fois supérieur de la mission il est également historien et ethnographe des Tarahumaras. 

## Biographie

### Formation en Europe centrale
Peu d'informations sont connues des origines familiales de Joseph Neumann. Il parle de lui-même comme étant germanus et laisse entendre que sa mère est des Pays-Bas méridionaux. Il est reçu dans la Compagnie de Jésus le 24 septembre 1663 et fait son noviciat à Brno en Bohème (aujourd’hui Tchéquie). Après son noviciat, il enseigne le latin à Prague (1665-1666), étudie la philosophie et les mathématiques au collège Saint-Clément de Prague (1666-1669), et enseigne à nouveau le latin (1669-1672) à Brno. Après avoir fait quatre ans de théologie à Olomouc (1672-1676) il est ordonné prêtre en décembre 1675. Il est ensuite de retour à Brno comme professeur de rhétorique (1676-1677). Sa formation jésuite s’achève avec le 'Troisième An', fait à Telč (1677-1678).   
Le 11 avril 1678, il quitte Prague pour la mission de la ‘Nouvelle-Espagne’ (aujourd’hui: Mexique), pour laquelle il s’était porté volontaire en janvier de la même année . Après un voyage éprouvant, via Gênes et Alicante, il arrive à Cadix alors que la flotte est déjà partie pour le Nouveau Monde : il doit attendre deux ans à Séville. Il quitte finalement l'Espagne le 12 juillet 1680 et arrive à Mexico le 10 octobre de la même année. Avec le père Jean Rattkay, il entreprend un long voyage vers le pays des Tarahumaras (État actuel de Chihuahua), et arrive à la mission 'San Ignacio Coyachi' le 1 février 1681, presque trois ans après avoir quitté Prague.

### Missionnaire en Nouvelle-Espagne
Durant ses plus de cinquante et un ans de travail missionnaire, il fut presque sans interruption, ou bien directeur (quatre fois) ou bien visiteur canonique (trois fois)  des missions du Haut Tarahumara  (de 1687 à 1726). Son activité fut celle d'un missionnaire convaincu de sa vocation, soutenue par la théologie et l'ecclésiologie de son époque : baptiser les indigènes (Amérindiens) pour leur ouvrir les portes du salut et, en plus de la catéchèse et des sacrements, construire des chapelles et lieux de cultes (avec toute la splendeur possible). Cela sans oublier les conditions matérielles de leur existence: rassembler la population dans des villages, améliorer leurs conditions de vie (éducation et santé), les protéger comme un père et les défendre contre l'exploitation des Espagnols.
En raison de sa personnalité et des postes qu'il occupait, il avait à faire avec les gouverneurs de Nueva Vizcaya et les militaires de San Francisco de Conchos. En tant qu'aumônier militaire, il accompagna les soldats lors des trois rébellions des Tarahumaras. Il avait un caractère énergique, sévère avec lui-même et avec les autres: exigeant autant avec les Espagnols, les créoles et les métis, qu’avec les Tarahumaras eux-mêmes, dont il critiquait les vices. Avec le temps il s’adapta sans renoncer à ses principes. Plusieurs fois il fut en conflit avec certains gouverneurs de Nueva Vizcaya, en particulier le général Juan Isidro de Pardiñas en 1690, à propos des actions des missionnaires et dut même se rendre auprès du vice-roi Gaspar de Sandoval, comte de Galve, (1691) pour défendre l’action missionnaire.  Il fut en conflit avec les Tarahumaras également, à cause de la pression qu'il exerçait pour qu'ils vivent ensemble dans des villages (suivant le modèle des ‘Réductions’), jusqu'à ce qu'il soit lui-même convaincu que ce n'était pas la façon d'évangéliser ce groupe ethnique, qui avait toujours vécu dans la dispersion.
Les deux principaux centres de son travail furent les missions de Sisoguichi (1681-1697) et Carichí (1697-1732). Cependant, il visita également le Haut Tarahumara et ses deux missions de ‘San Joaquín et Santa Ana’, et ‘Nuestra Señora de Guadalupe’. Et en fait toutes les missions de cette vaste région montagneuse. La correspondance avec les autorités et autres rapports religieux sur l'état de la mission à différentes époques, attestent de sa profonde connaissance du (et attachement au) peuple Tarahumara acquise au long d’une vie missionnaire exceptionnellement longue.
Pourvu d’un caractère énergique et d'une santé de fer Joseph Neumann était également profondément spirituel: il se donna corps et âme aux Tarahumaras. De tous les missionnaires du Nord-Ouest mexicain (Nouvelle-Espagne), il est presque le seul à y avoir vécu durant plus d'un demi-siècle. Premier jésuite de Bohème à être envoyé au Mexique il communiqua son enthousiasme par ses écrits, suscitant la vague d’une quarantaine de missionnaires tchèques, qui œuvrèrent en Nouvelle-Espagne de 1687 à 1767.

## Écrit
Joseph Neumann est entré dans la postérité grâce à son ouvrage sur les missions jésuites publié à Prague en 1730. C'est l'Historia Seditionum, un récit de 141 pages en latin, achevé vers 1718, qui circula tant en Nouvelle-Espagne qu'en Europe. L'ouvrage traite des missions tarahumaras (1626-1718) et des soulèvements indigènes de l'époque, notamment les trois rébellions tarahumaras dont il fut témoin entre 1690 et 1703.
- Historia seditionum quas adversus Societatis Iesu missionarios eorumque auxiliares moverunt Nationes Indicae ac potissimum Tarahumara in America Septentrionali regnoque Novae Cantabriae, Prague, 1730). Traduit en français: L. González: Révoltes des indiens tarahumars, 1626-1724, París, 1969. Également des traductions tchèque (Prague 1972) et espagnole (Mexico, 1991).